# Gnophos bidentatus
Gnophos bidentatus là một loài bướm đêm trong họ Geometridae.